# Baba und ihre Kinder
Baba und ihre Kinder – nacjonalistyczna powieść autorstwa Augusta Scholtisa z 1934 dotycząca okresu powstań śląskich, ale też czasów przed i po I wojnie światowej.
Autor przedstawia życie zwykłych mieszkańców Górnego Śląska na podstawie losów zbieracza szmat Kaczmarka. Podobnie jak w powieści Wiatr od wschodu Scholtis przyjął w swoim dziele tezę o przynależności narodowej, jako akcie woli. Główny bohater, który nie jest ani Polakiem, ani Niemcem, postanawia świadomie wybrać tę drugą nację. Jest też zawieszony pomiędzy wsią i miastem, osobą bezdomną i zasiedziałą. Powieść charakteryzuje się dosadną i sarkastyczną narracją. Polskość jest utożsamiana z brudem, a niemieckość z czystością. 